# Sascha Jörg Schüler
Sascha Jörg Schüler (* 20. Jahrhundert) ist einer der bekanntesten Neonazi-Kader aus dem Umfeld des rechtsextremen Hamburger Rechtsanwalts Jürgen Rieger. Zunächst in dessen Schulungszentrum Heisenhof in Dörverden ansässig und insbesondere im Bremer Umland tätig, wechselte Schüler im Mai 2005 in das thüringische Pößneck, wo er sich ebenfalls stark beim Aufbau der rechtsextremen Szene engagierte. Schüler wurde in den niedersächsischen Verfassungsschutzberichten 2004 und 2005 erwähnt.

## Bewohner des Heisenhofs
Der ursprünglich aus dem Bundesland Brandenburg stammende Sascha Jörg Schüler fiel erstmals 2004 im Umfeld von Jürgen Rieger auf. Er war einer der bekanntesten Bewohner von dessen Nazi-Schulungs- und Strategiezentrum „Heisenhof“ in Dörverden (Niedersachsen). Er hatte Ambitionen auf das Amt des Bürgermeisters in Dörverden und fiel dabei mit strategischen Aussagen auf wie: Wir machen es wie die NSDAP: Wir erobern erst das Umland, dann die Städte.
Schüler stieg zum Stützpunktleiter der Jungen Nationaldemokraten (JN) in der Region Verden (Aller) und Rotenburg (Wümme) auf. Er pflegte eine enge Zusammenarbeit mit dem stellvertretenden Bundesvorsitzenden der JN, Florian Cordes aus Oyten.
Gemeinsam organisierten sie Vorträge, Schulungsabende und Rechtsrockkonzerte in einer Immobilie des NPD-Funktionärs Adolf Dammann in Bargstedt und an anderen Orten, bei denen u. a. der Ex-KSK-General Reinhard Günzel oder der wegen Volksverhetzung verurteilte Liedermacher Frank Rennicke auftraten. Außerdem hatte Schüler – wohl gegen den Willen Riegers – eine konspirative Schulungsveranstaltung mit dem Rechtsterroristen Peter Naumann auf dem Gelände des Heisenhofes organisiert. Bei einer von Schüler als Versammlungsleiter geführten NPD-Demonstration mit etwa 30 NPD/JN-Mitgliedern in Rotenburg/Wümme am 13. März 2004 konnte der verurteilte Holocaustleugner Günter Deckert als Redner auftreten. Die Versammlung erregte größeres Aufsehen, weil einer der Ordner des Aufmarsches einen Gegendemonstranten lebensgefährlich verletzte. Mit dem Fortzug Schülers verzeichnete der Verfassungsschutz in Niedersachsen einen rapiden Rückgang der Aktivitäten von NPD und JN im weiteren Gebiet um Verden.

## Leiter des Schützenhauses in Pößneck
Nachdem Jürgen Rieger im Dezember 2003 das Schützenhaus in Pößneck für die von ihm betriebene Wilhelm-Tietjen-Stiftung für Fertilisation Ltd. erworben hatte, zog Schüler im Mai 2005 in die thüringische Kleinstadt um, um hier ähnliche Strukturen aufzubauen und Rechtsrockkonzerte und Veranstaltungen zu organisieren.

## Gerichtsverfahren und Verurteilungen
Da er im Jahr 2004 an mehreren gewalttätigen Übergriffen beteiligt war, wurde Schüler wegen Sachbeschädigung, Tragen von verfassungsfeindlichen Symbolen und Mitführen einer Waffe auf einer öffentlichen Veranstaltung zu Geldstrafen und Bewährung verurteilt. Dazu gehört unter anderem die versuchte Erstürmung einer Veranstaltung der Gewerkschaft Erziehung und Wissenschaft (GEW) zum Thema „Rechtsextremismus an Schulen“ und die „JN-Schuloffensive“ in Verden am 21. April 2004 in Sturmhauben, bei der etwa 20 Mitglieder der NPD Verden/Rotenburg (Wümme) und der Kameradschaft Weserbergland unter der Leitung Schülers, der als Rädelsführer agierte, mit Totschlägern, Knüppeln, Axtstielen, Tränengas und NPD-Transparenten/Plakaten auf die Veranstaltungsteilnehmer losgingen. 
Das Verdener Amtsgericht verurteilte Sascha Jörg Schüler am 18. Mai 2006 zu 7 Monaten Haft, ausgesetzt auf 3 Jahre Bewährung, und zu 200 Stunden gemeinnütziger Arbeit.  Das Gericht sah es als erwiesen an, dass Schüler im Dezember 2004 in Dauelsen bei Verden einen Journalisten auf dem Gelände der Berufsbildenden Schulen in Verden mit „bedingter Schädigungsabsicht“ mit seinem Auto angefahren hatte, wobei dieser eine Gehirnerschütterung und Prellungen am Knie erlitt, und so einen gefährlichen Eingriff in den Straßenverkehr sowie gefährliche Körperverletzung begangen hatte. Schüler hatte sein Fahrzeug als „Nötigungsmittel und gefährliches Werkzeug“ genutzt, um anschließend zum Heisenhof zu flüchten, wo es noch in den Abendstunden desselben Tages von der Polizei beschlagnahmt wurde. Schüler wurde vor Gericht von Jürgen Rieger vertreten.